# Кастел Сант Елмо
Кастèл Сант Елмо (на италиански: Castel Sant'Elmo) е средновековен крепостен замък, разположен на хълма Вомеро в Неапол, Италия. 
Замъкът е изграден от неаполитански жълт туф на мястото на стара норманска наблюдателна кула, наричана Белфорте. Поради стратегическото си местоположение през вековете Кастел Сант Елмо е желана плячка за всички завоеватели на града. От неговата позиция се вижда целият град, заливът и пътищата, които водят към града.

## История
Първите исторически сведения за замъка датират от 1329 г., когато кралят на Неапол Робер Мъдри нарежда на управляващия Викария Джовани де Ая да построи дворец (Palatium castrum) на върха на хълма Сант Еразмо. Архитектите, отговарящи за работата, са Франческо де Вико и Тино ди Камаино, наследен след смъртта си през 1336 г. от архитект Атаназио Примарио, а през 1340 г. от Балдучо де Бакца. Строежът е завършен през 1343 г. при управлението на Джована I Анжуйска.
Замъкът има дълга история на обсади: през януари 1348 г., след бруталното убийство на Андрей Унгарски, той получава своето бойно кръщение с първата си обсада от Лайош I Унгарски, който идва в Неапол, за да отмъсти за убийството на брат си, което се приписва на кралица Джована I Анжуйска. След предаването на кралицата замъкът е окупиран от Шарл Анжуйски-Драчки.
През 1416 г. кралица Джована II Анжуйска-Драчка го продава за сумата от 10 500 дуката на Алфонсо V Арагонски.
Замъкът е желана военна цел, когато през 1503 г. французите и испанците се бият за Неаполитанско кралство. По заповед на испанския крал Карл V вицекралят Дон Педро Алварес де Толедо и Сунига възстановява замъка през 1537 г. За работите по него през 1546 г. отговаря архитектът Джан Джакомо дел Акая. 
През 1587 г. мълния пада в склада с барут, взривява голяма част от крепостта и убива 150 души. Във вътрешността на крепостта са разрушени църквата „Свети Еразъм“, дворецът на кастелана и военните жилища, а щети са причинени и на голяма част на града. Реставрационните работи, поверени на архитект Доменико Фонтана, започват през 1599 г. и завършват през 1610 г.
Вече възстановен, замъкът е превърнат в затвор, в който от 1604 до 1608 г. е затворен философът Томазо Кампанела, а през 1659 г. и Джована ди Капуа, принцеса на Конка.
През 1647 г., по време на неаполитанската революция в крепостта се укрива вицекралят Родриго Понсе де Леон и Алварес де Толедо, херцог на Аркос, който организира отбраната заедно с кастелана Мартино Галиано. Крепостта – една от целите на народните сили,не може  обаче да бъде окупирана поради раздора, възникнал в бунтовническия лагер. Херцогът на Аркос бомбардира града от замъка, но нанася относително ограничени щети, които пощадяват по-гъсто населените централни райони на Неапол, които са център на бунта.
През 1707 г. крепостта е обсадена от австрийците, а през 1734 г. от Бурбоните. По времето на Френската революция в затвора са хвърлени някои якобинци като Марио Пагано, Джулиано Колона, Дженаро Сера ди Касано, Еторе Карафа.
По време на въстанието от 1799 г. крепостта е завзета от републиканците, който по време на обсадата на френските сили бомбардират оттук неаполитанските лацарони, надигнали се да противопоставят на окупацията на града. След като помитата последната съпротива, на 21 януари те засаждат първото дърво на свободата, а на 22 издигат знамето на Неаполитанската република. Когато републиката пада, там са затворени Джустино Фортунато, Доменико Чирило, Франческо Пинятели ди Стронголи, Джовани Баузан, Джузепе Логотета, Луиза Санфеличе и много други. 
По време на Рисорджименто тя е домакин на генерал Пиетро Колета, Мариано д'Аяла, Карло Поерио, Силвио Спавента.
До 1952 г. е използвана като военен затвор. Междувременно крепостта преминава във военна държавна собственост, като също приема някои моряци и техните семейства до 1976 г., когато започва впечатляващ проект за реставрация от Службата за обществени работи на Кампания. Отворена е за обществеността на 15 май 1988 г. Замъкът принадлежи на Гражданската държавна собственост и се използва като музей.

## Архитектура

### Външна част
Замъкът представлява един от най-значимите примери за военна архитектура от XVI век. Той придобива сегашния си вид след укрепителните работи, поръчани от вицекраля дон Педро Алварес де Толедо и Сунига и извършени по проект на архитект Луиджи Скривà. Скривà прилага звездообразен план с шест лъча, които се издават на двадесет метра спрямо централната част, и поставя на мястото на подпорите огромни отворени места за артилерийски оръдия във вдлъбнатите ъгли.
Тази необичайна военна структура без кули, която предизвиква много критики при построяването си, се доказва като много функционална през годините. Заобиколена от ров, тя е оборудвана навремето с голяма цистерна за снабдяване с вода. Преди рова се намира малка църква, посветена през 1682 г. от испанците на Дева Мария от Пилар.

### Вътрешна част
За да пристъпи във вътрешността на замъка, човек трябва да се изкачи по стръмна рампа и да премине през малък мост, защитен от странични стени, в който има дванадесет процепа от всяка страна.
След малкото мостче се намира Пещерата на отшелника – пещера, която според преданието е приютявала отшелник в много древни времена.
Имперският герб на Карл V от магмена скала се откроява на портала с двуглавия орел и с мраморен надпис, който напомня за неговото управление и за вицекралския период на Педро Алварес де Толедо, маркиз на Вилафранка. Седем бойници осигуряват защита на пазачите на подвижния мост, ако бъдат нападнати, преди да успеят да затворят моста.
Във входа, отляво, е поставена гилотинирана порта, построена в стила на времето в епохата на Наполеон. След този втори вход започва последната входна рампа към замъка: във втората крива се отваря голям прозорец вдясно с изглед към града и историческия център. По-напред, вдясно, портал от туф и магмена скала води към залите, използвани като затвор.
Вляво от тази зала може да се види друга зала с голям прозорец, все още използвана като затвор, от която може да се съзре затворът за обикновени затворници. Вдясно от въздушната зона има голямо стълбище, което води до още две килии и обикновения затвор. Вляво от стаята, използвана като затвор „Санфеличе“, са службите за затворниците. Връщайки се назад и продължавайки напред, се виждат седем големи арки: първата се отваря към залива на града, а другите доминират над историческия център. Преди парадната площадка, отляво, има още три просторни отвора, от които може да се насладиш на панорама на Неапол, която варира от Каподикино до Каподимонте и хълма Камалдоли.
Кулата на кастелана се издига на плацдарма: помещенията, които я съставят, представляват останките от квартирите на командира и на персонала на замъка. Настилката на площада е от строителния период.
Под площада има две огромни цистерни, които осигуряват водоснабдяването на гарнизона в случай на обсада. Отляво на кулата има малка рампа, след която се стига до тераса с изглед към западната част на града. Продължавайки, вляво, се продължава с входа към тези помещения, които са били използвани като военен затвор от 1915 г.
В дебелината на стените в наши дни е монтиран резервоар за вода с капацитет 400 кубически метра за захранване на хълмистия квартал „Вомеро“. Във външния ъгъл на този маршрут бурбонска стражна будка от магмена скала доминира в района между нос Позилипо, Низида, нос Мизено и цялата флегрейска област.
На върха на големия площад се намира малката църква, посветена на Свети Еразъм, построена от испанския архитект Пиетро Прато през 1547 г. По-късно структурата е преустроена от Доменико Фонтана. Вътре има ценен под от майолика и теракота, типичен за неаполитанското майсторство, и някои картини по стените, като „Свети Михаил, който побеждава дявола“ от Лука Джордано, „Свети Одеризий в слава пред Мадоната на чистотата“ от Антонио Де Белис, „Христос и ангелът“ от Франческо Де Мария и „Света Варвара“ от неизвестен късен художник-маниерист. Зад олтара може да се видят надгробните паметници на някои от кастеланите като Мартино Галиано, Джовани Буидес (1721) и Франсиско Васкес (1776). На свода има фреска, изобразяваща Успението Богородично на небето (18 век), докато на пода има три надгробни плочи, а на главния олтар скулптура на Свети Еразъм.
Отляво има просторна зала, създадена в последно време, без да се променят оригиналните структури на замъка; използва се като конферентна зала.

## Музей „Неапол XX век 1910 – 1980“
Вътре в замъка, в допълнение към временните изложби, е постоянно разположен музеят „Неапол XX век 1910-1980“. В него в процес на развитие е възможно да се видят някои произведения, създадени от неаполитански художници или такива, свързани с града, от 1910 до 1980 г.
Музеят излага около 170 произведения, включително скулптури, картини и графики, почти изключително създадени от неаполитански художници, с цел да документира хронологично, според текущата подредба, художественото развитие на XX век в Неапол, засягайки движения като Футуризъм и Неореализъм.

Сред авторите на изложените произведения са Енрико Бай, Джовани Бранкачо, Франческо Канджуло, Джузепе Капогроси, Джузепе Качаро, Алберто Кианконе, Винченцо Чардо, Карло Кокия, Марио Колучи, Марио Кортиело, Луиджи Крисконио, Ренато Де Фуско, Армандо Де Стефано, Марио Персико, Фортунато Деперо, Джузепе Дезиато, Винченцо Джемито, Емилио Греко, Луиджи Майнолфи, Антонио Манчини, Томазо Маринети, Умберто Мастрояни, Луиджи Мацела, Емилио Ноте, Мимо Паладино, Гулиелмо Пеирче, Джани Пизани, Паоло Ричи, Ерико Руотоло, Куинтино Сколавино, Бруно Старита, Ернесто Татафиоре, Рафаеле Учела, Маурицио Валенци, Антонио Вендити, Дженаро Вилани, Еудженио Вити, Джузепе Антонело Леоне.